# Poás
Poás – czynny stratowulkan w środkowej Kostaryce, w paśmie Kordyliera Środkowa.
Poás to jeden z najbardziej aktywnych wulkanów Kostaryki. Wulkan ma trzy kratery, z których dwa wypełniają jeziora kraterowe. Dlatego też często mają tu miejsce erupcje freatyczne lub freatomagmowe, kiedy to woda dostaje się szczelinami do wnętrza wulkanu, ulega podgrzaniu, przekształca się w parę wodną, która wydostaje się pod ciśnieniem, powodując wybuch. Niekiedy erupcja przypomina wybuch olbrzymiego gejzera.
Najstarsza erupcja w czasach historycznych miała miejsce w 1828, ostatnia w 1996. W międzyczasie naliczono ich 39.
W 1971 wokół wulkanu utworzono park narodowy Volcán Poás.